# Evgenia Rubinova

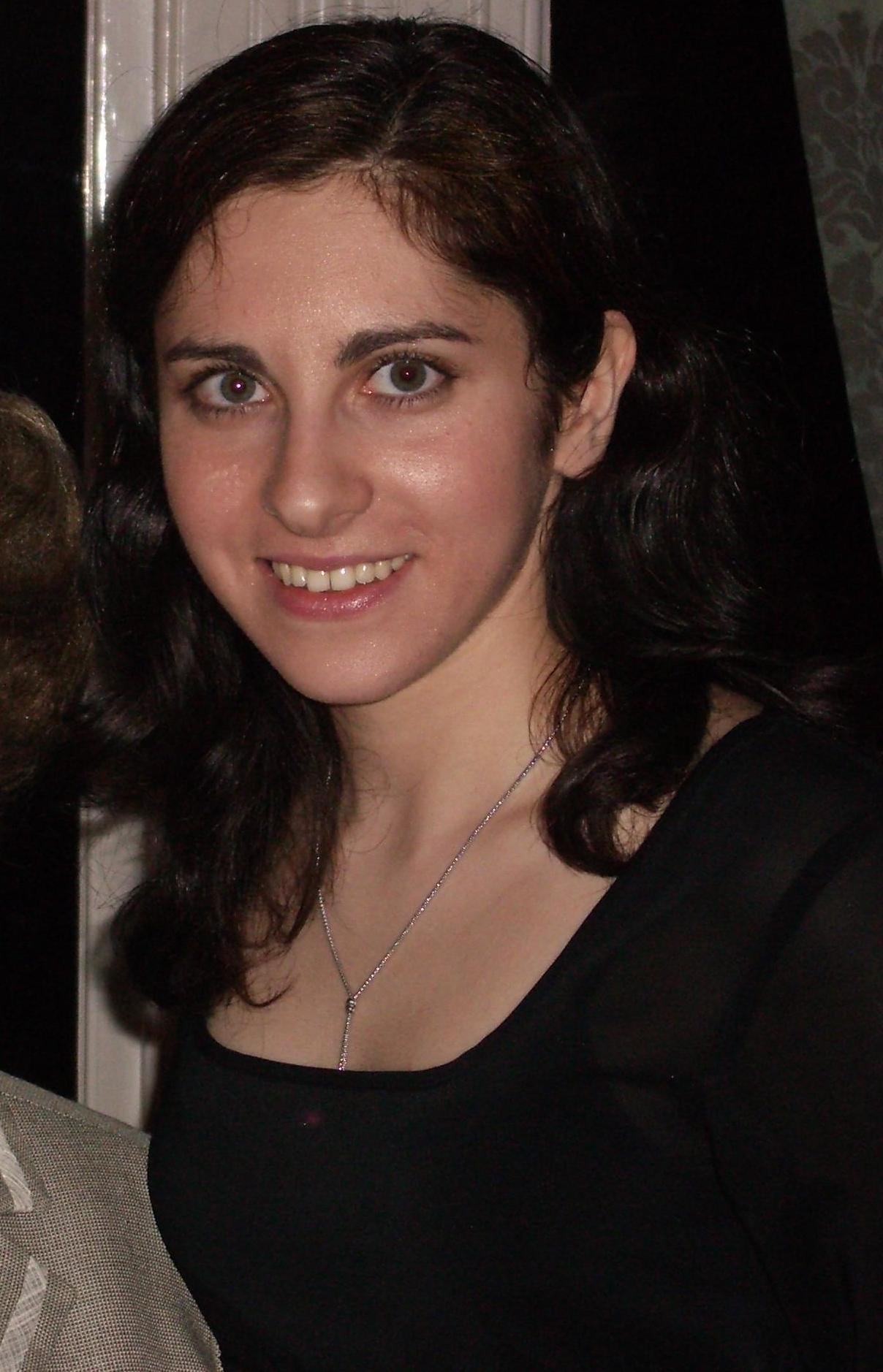
Evgenia Rubinova (2003)

Evgenia Rubinova (* 1977 in Taschkent) ist eine deutsche Pianistin.

## Leben
Aufgewachsen ist sie in Taschkent (Usbekistan). Bereits mit zwölf Jahren gewann sie den Russischen Internationalen Klavierwettbewerb. Später schloss sie die Gnessin-Musikhochschule und Akademie mit Auszeichnung ab. Sie besuchte Meisterkurse mit Pianisten wie Vladimir Krainev und Alexei Ljubimow, konzertierte mit verschiedenen Symphonieorchestern und gab Klavierabende in den großen Konzertsälen in Moskau, St. Petersburg, Minsk, Nowosibirsk und Taschkent.
Evgenia Rubinova zog später nach Frankfurt am Main um und studierte ab 2000 an der Musikhochschule Frankfurt in der Meisterklasse des russisch-amerikanischen Professors Lev Natochenny. Heute lehrt sie am Leopold-Mozart-Zentrum in Augsburg Klavier.

## Auszeichnungen
- Erster Preis beim Russischen Internationalen Klavierwettbewerb
- 2002: Siegerin beim  DAAD-Wettbewerb
- Siegerin bei mehreren Wettbewerben in Italien, darunter der Klavierwettbewerb Cittá di Cantù und der Internationale Pianowettbewerb Concorso Casagrande in Terni in Umbrien
- Drei Mal in Folge gewann sie den „Meranofest Solo Recital Award“ in Meran
- 2003: Silbermedaille beim Internationalen Klavierwettbewerb in Leeds

## Diskografie
- 2006: Debüt-CD bei EMI mit Fantasien von Schumann, Chopin und Brahms
- 2007: Ein deutsches Requiem für 2 Klaviere von Brahms (bei EMI), zusammen mit José Gallardo und dem Choir of King’s College (Cambridge) unter Leitung von Stephen Cleobury
- 2007: Peter Tschaikovsky: Klavierkonzert Nr. 1 b-moll op. 23 bei GO Live – Gürzenich-Orchester Live (sinfoniekonzert03 – 0708), zusammen mit dem Gürzenich–Orchester Köln unter Leitung von John Axelrod
- 2012: Sergej Rachmaninoff: Evgenia Rubinova Rachmaninoff, Moments musicaux op. 16, Sonate No. 2, Liebesleid, Liebesfreud (bei CAvi-music)
- 2013: Sergej Prokofieff: Evgenia Rubinova Rachmaninoff, Piano Pieces opp. 12 & 96, Sarkasms op. 17, Sonata No. 4, Scheherazade Fantasy (bei CAvi-music)
- 2014: Ludwig van Beethoven: Klaviersonaten opp. 106 („Hammerklaviersonate“) & 109 – Live-Einspielung vom Pianisten–Festival Böblingen (telos music)
- 2018: Ludwig van Beethoven: The Last Rose Of Summer – 6 variierte Themen op. 105; Allegretto c-moll WoO 53; Sonate F-Fur op. 54; Bagatellen op. 126; Klavierstück h-moll WoO 61; Adelaide, 6 Geistliche Lieder (arr.: Franz Liszt) (telos music 234)
- 2024: Pjotr Iljitsch Tschaikowski: Tschaikowsky's Testament – Tschaikowskys letztes vollständiges Werk für Klavier als Gesamteinspielung der 18 Stücke op. 72. Genuin classics, GEN 24880